# Latebraria amphipyroides
Latebraria amphipyroides là một loài bướm đêm trong họ Erebidae.